# Гранвин
Гранвин (норв. Granvin) — коммуна в губернии Хордаланн в Норвегии. Административный центр коммуны — город Гранвин. Официальный язык коммуны — нюнорск. Население коммуны на 2007 год составляло 964 чел. Площадь коммуны Гранвин — 212,58 км², код-идентификатор — 1234.

## История населения коммуны
Население коммуны за последние 60 лет.

Статистика коммуны Гранвин